# 외서초등학교 배영분교
외서초등학교 배영분교는 대한민국 경상북도 상주시 외서면 봉강리에 있었던 초등학교이다.

## 역사
- 1968년 3월 1일 배영국민학교 개교
- 1996년 3월 1일 배영초등학교로 개칭
- 1998년 3월 1일 외서초등학교 배영분교 격하
- 1999년 9월 1일 폐교